# Radoš Protić
Radoš Protić, cyr. Paдoш Пpoтић (ur. 31 stycznia 1987 w Sremskiej Mitrovicy, Jugosławia) – serbski piłkarz, grający na pozycji lewego obrońcy.

## Kariera piłkarska

### Kariera klubowa
W 2005 rozpoczął karierę piłkarską w FK Rad. W latach 2008–2010 występował na zasadach wypożyczenia w serbskich klubach FK Teleoptik Belgrad, FK Leotar Trebinje i FK Mačva Šabac. W 2010 przeszedł do FK Jagodina. W lutym 2012 wyjechał do Ukrainy, gdzie podpisał kontrakt z FK Ołeksandrija. Latem 2013 powrócił do ojczyzny, gdzie został piłkarzem FK Novi Pazar. Latem 2014 przeniósł się do FK Sarajevo.